# Brightsand River
Der Brightsand River ist ein etwa 146 km langer rechter Nebenfluss des Allan Water im Thunder Bay District im Westen der kanadischen Provinz Ontario.

## Flusslauf
Der Fluss hat seinen Ursprung 50 km nördlich von Upsala im Pakashkan Lake. Von dort fließt er in überwiegend nördlicher Richtung durch zahlreiche Seen – Metionga Lake, Brightsand Lake, Harmon Lake, Wapikaimaski Lake, Antler Lake, McEwan Lake –, bevor er unmittelbar oberhalb der Eisenbahnbrücke Allanwater Bridge in den Allan Water mündet. Ein Großteil des Flusslaufs befindet sich innerhalb des Brightsand River Provincial Parks.